# Canto gregoriano

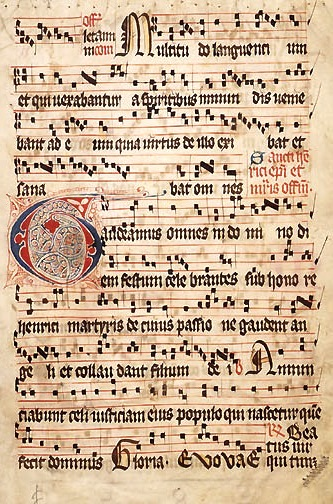
El introito Gaudeamus omnes, en neumas del siglo XIV (Graduale Aboense).

El término canto gregoriano es un tipo de canto llano, simple, monódico y con una música supeditada al texto utilizado en la liturgia de la Iglesia católica, aunque en ocasiones se usa en un sentido amplio o incluso como un sinónimo de canto llano.

## Historia del canto gregoriano
La denominación canto gregoriano procede del hecho de que su recopilación se atribuye al papa Gregorio Magno, y se trata de una evolución del canto romano confrontado al canto galicano. Debe aclararse y entenderse que el canto gregoriano no fue compuesto por el papa Gregorio Magno, ni tampoco recopilado por él. Fue a partir del siglo IX cuando empezó a asociarse su nombre a este compendio musical, sobre todo a partir de la biografía de Juan el Diácono.
A comienzos del siglo XX, el canto gregoriano recibió un nuevo impulso de san Pío X, a través del motu proprio Tra le sollecitudini.
Desde su nacimiento, la música cristiana fue una oración cantada, que debía realizarse no de manera puramente material, sino con devoción o, como decía Pablo de Tarso: «Cantando a Dios en vuestro corazón». El texto era, pues, la razón de ser del canto gregoriano. En realidad, el canto del texto se basa en el principio, atribuido a san Agustín, de que «El que canta bien, ora dos veces». El canto gregoriano jamás podrá entenderse sin el texto, el cual tiene prelación sobre la melodía y es el que le da sentido a ésta. Por lo tanto, al interpretarlo, los cantores deben haber entendido muy bien el sentido del texto. En consecuencia, se debe evitar cualquier impostación de voz (sin sobresaltos) de tipo operístico en que se intente el lucimiento del intérprete. Del canto gregoriano es de donde proceden los modos gregorianos (una adaptación de los modos griegos), que dan base a la música de Occidente. De ellos vienen los modos mayores y menores, y otros menos conocidos.

## Características generales

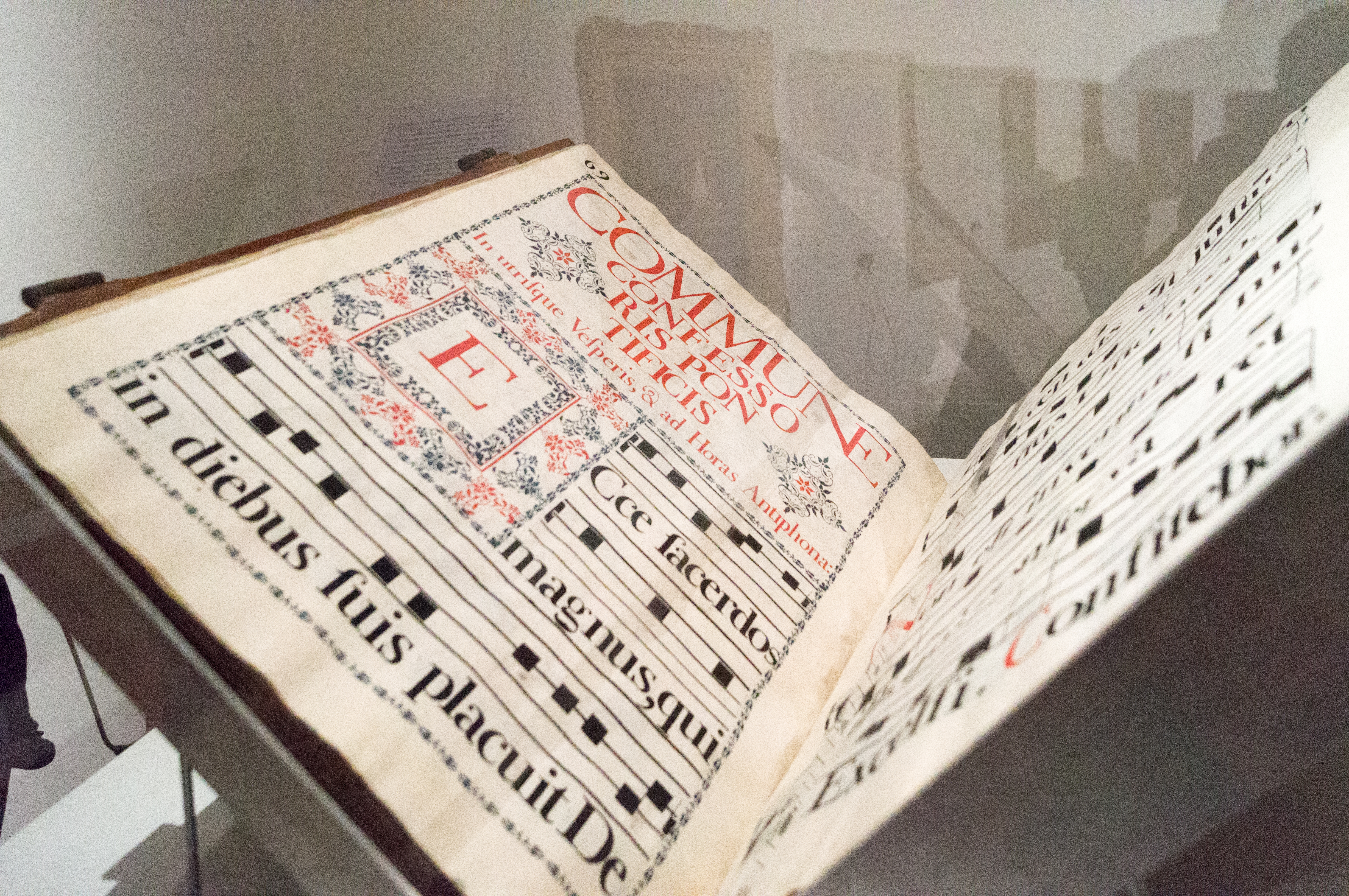
Libro de canto llano

- Las partituras del canto gregoriano están escritas en tetragrama (a partir del trabajo de Guido d'Arezzo).
- Tiene un ritmo sometido ante todo al texto latino. Se considera, pues, que es de ritmo prosódico.
- Es una plegaria cantada y la expresión de una religiosidad.
- Es un canto monódico (solo existe una línea melódica) y a cappella (carece de acompañamiento instrumental), interpretado por voces masculinas. Las voces lo interpretan en forma coral (bien la completa asamblea de fieles, bien la schola cantorum) o en forma solista (el celebrante o presidente de la celebración, o bien uno de los cantores de la schola cantorum).
- Su texto está escrito en latín, exceptuando el Kyrie Eleison («Señor ten piedad»), sección del ordinario la misa en lengua griega.
- Todas las piezas gregorianas son siempre modales, escritas dentro de uno de los ocho modos gregorianos o modos eclesiásticos (protus, deuterus, tritus y tetrardus, cada uno en sus dos posibles versiones auténtica o plagal).
- La forma musical está definida por la del texto, y por el contexto litúrgico de este.
- La línea melódica se mueve preferentemente por grados por conjuntos, y son raros los grandes intervalos en la voz. Por lo regular la línea se mueve por segundas, terceras, cuartas o quintas.

## Clasificación
Las obras de canto gregoriano se clasifican según diversos criterios:
- Según la forma de interpretarse: estilo responsorial (alternancia de un solista con un coro), estilo antifonal (alternancia de dos coros) y estilo directo (sólo hay un coro o un solista).
- Según el tipo de texto: bíblicos (aparecen en la Biblia) y no bíblicos (no aparecen en la Biblia).
- Según el número de notas cantadas por sílaba: silábico, con una nota por cada sílaba; neuma o adornado, con dos o tres notas por sílaba, y florido o melismático, muy adornado, con más de tres notas por sílaba.

## Formas musicales
Las principales expresiones del canto gregoriano son el recitativo litúrgico, la salmodia, la Santa Misa y el Oficio divino. Los textos conocidos como accentus son entonados por los obispos, por los sacerdotes o por los diáconos, principalmente en una sola nota, con fórmulas melódicas muy simples en ciertos lugares de cada oración gramática. Los cantos más complejos son cantados por coros o solistas expertos en el canto gregoriano. Existen muchas colecciones de cantos litúrgicos, entre los que se destacan el Graduale Romanum (o también el Graduale Triplex, con el mismo contenido pero con triple notación), que contiene los cantos Propios y el Ordinario, y el Liber usualis, que contiene los cantos de la Misa Tridentina y del Oficio Divino.

## Los cantos de la Misa
Los Propios están constituidos por piezas que se cantan según el tiempo litúrgico o según la fiesta que se celebra. Estos cambian cada domingo, lo opuesto a los cantos del Ordinario, cuyos textos nunca cambian. Los cantos de Introito, Gradual, Aleluya, Tracto, Secuencia, Ofertorio y Comunión forman parte del Propio de la Misa o, en latín, Proprium Missae.
- Introito: canto de entrada
- Gradual, aleluya o tracto: después de las lecturas
- Secuencias
- Ofertorio para acompañar la procesión de las ofrendas
- Comunión
- Además de estos dos grupos de piezas, existen otras que se cantan como recitativos con algunas inflexiones (cantillatio), como las oraciones, las lecturas, el prefacio, la oración eucarística y el Padre nuestro. Eran piezas que, por su sencillez, podían ser ejecutadas por el celebrante o por personas que no requerían especiales habilidades para el canto.

## Los cantos del Ordinario de la Misa
El Ordinario está compuesto por textos que se repetían en todas las misas. Los textos se mantenían invariables. Todos los textos son en latín, excepto el Kyrie eleison, que está en griego.
- El Kyrie eleison consiste en la repetición de las palabras Kyrie eleison, Christe eleison, Kyrie eleison (Señor ten piedad, Cristo ten piedad, Señor ten piedad). En la forma tridentina, cada parte se repite tres veces, y en misales incluso más antiguos se encuentra Kyrie eleison imas (Señor, ten piedad de nosotros). Se distingue el Kyrie por ser el único canto escrito en griego y no en latín. Frecuentemente se canta en un estilo melismático.
- El Gloria canta la Gran Doxología. Ambos son largos, y el texto frecuentemente se alterna entre partes del coro o entre el coro y la congregación.
- Credo. Compuesto a partir del siglo VII. Su textura es monofónica. Lo canta un solista (oficiante de la ceremonia) y un coro de voces masculinas sin acompañamiento instrumental. El oficiante entona la primera frase Credo in unum Deum (Creo en un solo Dios), y el coro continúa desde Patrem omnipotente (Padre Omnipotente) hasta el final del Credo. En cuando a los aspectos melódicos, tiene un ámbito estrecho, no tiene saltos melódicos y su estilo es silábico. Tiene un ritmo libre, determinado por la palabra y es una composición modal. En el Liber Usualis, como todas las composiciones gregorianas, la pieza está escrita en notación cuadrada sobre tetragrama.
- Sanctus y Benedictus
- Agnus Dei
- Ite, missa est

#### Diferencias entre el Ordinario y el Propio de la misa
La diferencia básica entre el Ordinario y el Propio está en la letra. Los cantos del Ordinario siempre tienen la misma letra, mientras que en los cantos del Propio la letra varía y también puede cambiar la música. Todo esto depende de la fiesta que se celebre y del calendario litúrgico. A partir del X, se realizaron reformas sobre el repertorio del canto gregoriano, tanto cambios que aparecieron de forma espontánea como cambios o ajustes que se realizaron de una forma totalmente dirigida. Pueden encontrarse tres manifestaciones: el tropo, la sequentia y el drama litúrgico.

##### Clases de tropos
- Solo se añade melodía: en medio del texto se introduce un melisma y, por lo tanto, puede modificar la melodía antigua.
- Solo se añade el texto: pasa de un canto melismático a otro silábico, pues se le añade el texto (tropo) en el melisma.
- Se añade texto y melodía: se añaden pequeñas cuñas de composiciones nuevas a composiciones antiguas.

La secuencia es un tipo especial de tropo. Es un tropo del Alleluia (muy melismático) que, con el tiempo, se independiza de la pieza original. Se hicieron independientes, sobre todo, por tener texto y música completa. El drama litúrgico son pequeñas obras de teatro que se realizan en la iglesia.

### Los cantos del Oficio Divino
El Oficio Divino (también conocido como Liturgia de las Horas) es la oración litúrgica cotidiana que han de cantar los cristianos, sean religiosos o laicos.
En los monasterios y conventos, los monjes y monjas hacen una pausa en sus labores y se reúnen a determinadas horas del día (horas canónicas) para hacer su oración. Estas oraciones se cantan durante tiempos largos, especialmente los himnos al empezar, los antifonarios usados para los salmos, los salmos mismos y para los antifonarios Marianos. Estos son cuatro canciones (Alma Redemptoris Mater, Ave Regina Caelorum, Regina Caeli y Salve Regina), que vienen del siglo XI y son más complejos que la mayoría de los antifonarios de los salmos.
- Maitines: plegaria de vigilia.
- Laudes: plegaria de la mañana.
- Prima: seis de la mañana (la Prima fue suprimida por el Concilio Vaticano II en la Constitución Sacrosanctum Concilium para la Liturgia).
- Tercia: nueve de la mañana.
- Sexta: doce del mediodía.
- Nona: tres de la tarde.
- Vísperas: seis de la tarde.
- Completas: antes de ir al descanso.

#### Repertorio
El repertorio de cantos para el oficio divino consta de:
- El canto de los salmos
- Simples recitativos (cantillatio) de lecturas y oraciones
- Antífonas de invitatorio
- Himnos
- Antífonas cantadas antes y después de los salmos
- Responsorios
- Te Deum
- Cantos del Antiguo y del Nuevo Testamento (Benedictus, Magníficat, Nunc dimittis).

## Influencia

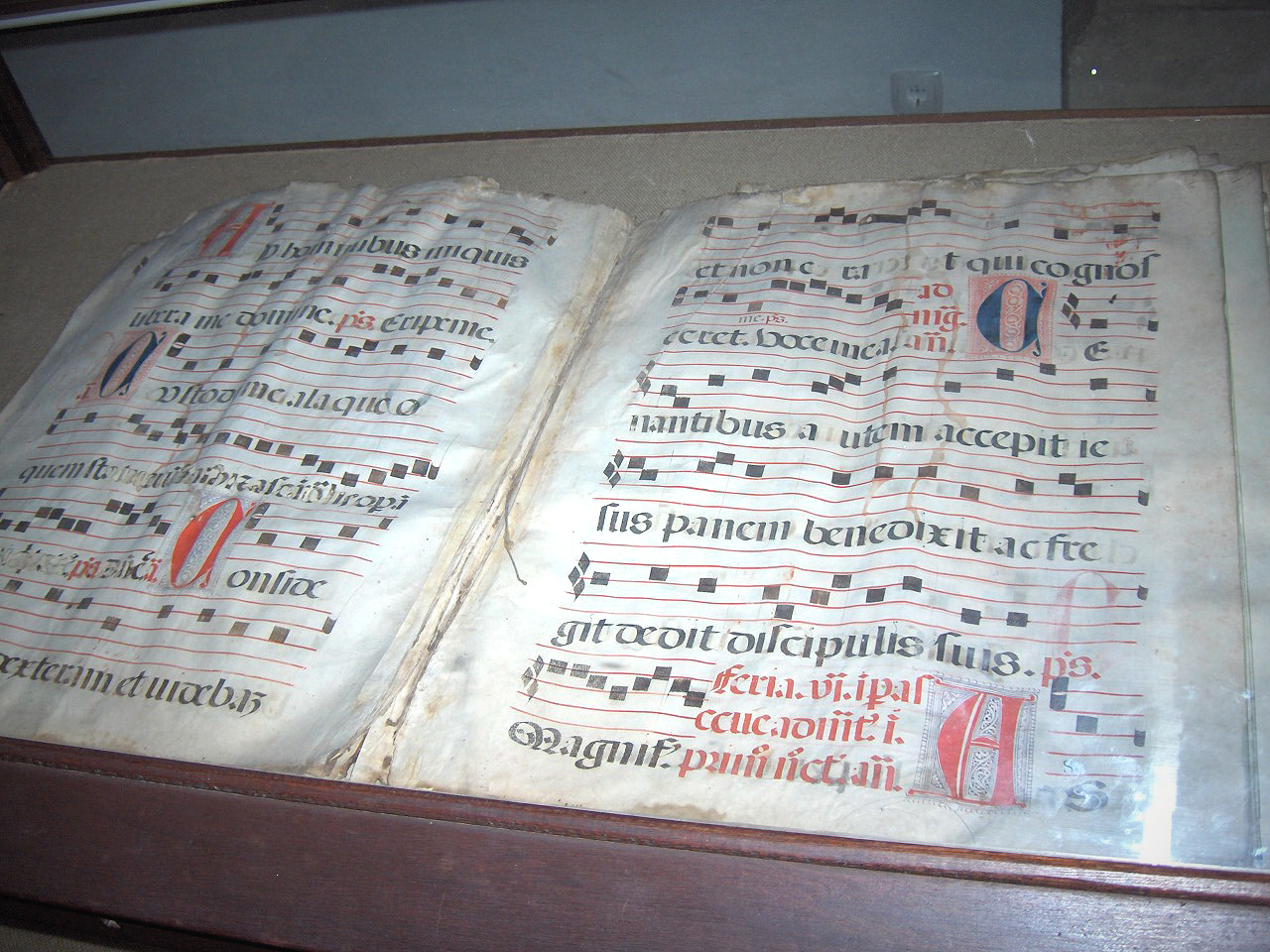
Antifonario con canto gregoriano

El canto gregoriano tuvo gran impacto sobre el desarrollo de la música occidental, especialmente en la música medieval y del Renacimiento. El pentagrama moderno procede directamente de las neumas gregorianas. La notación musical que fue creada por Guido de Arezzo para el canto llano se adaptó para otros tipos de música, y los grupos de neumas se designaron para representar ritmos musicales. Las notas modernas ya remplazaban a los neumas en los siglos XV y XVI, aunque los libros de música sacra conservan los neumas hasta hoy en día.